# Twardziaczek kapuściany

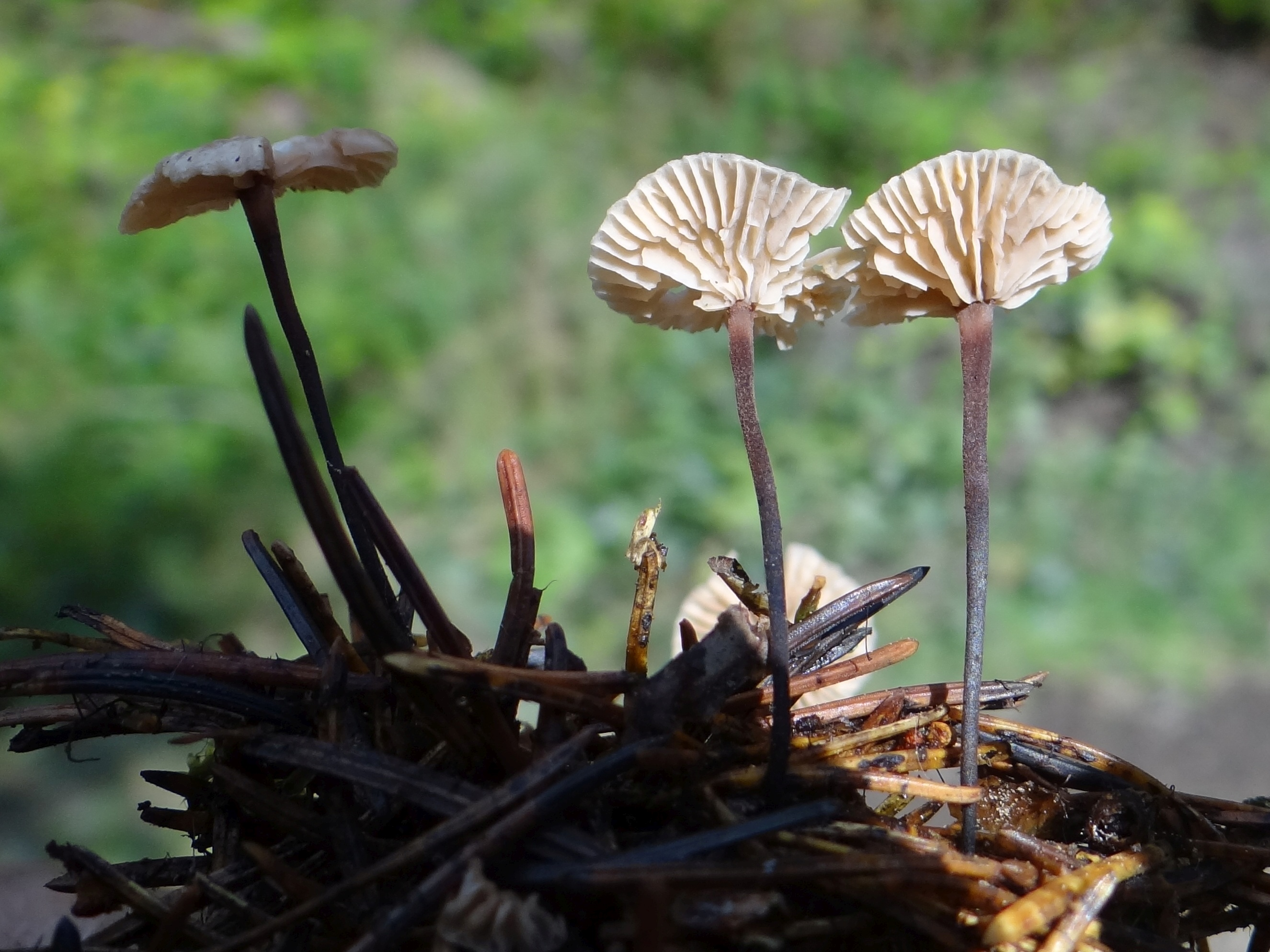

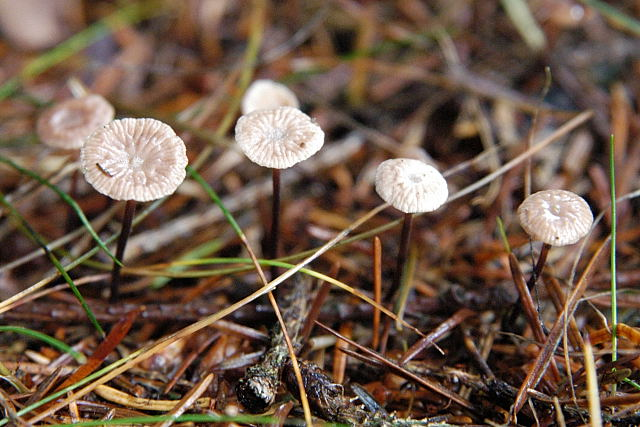

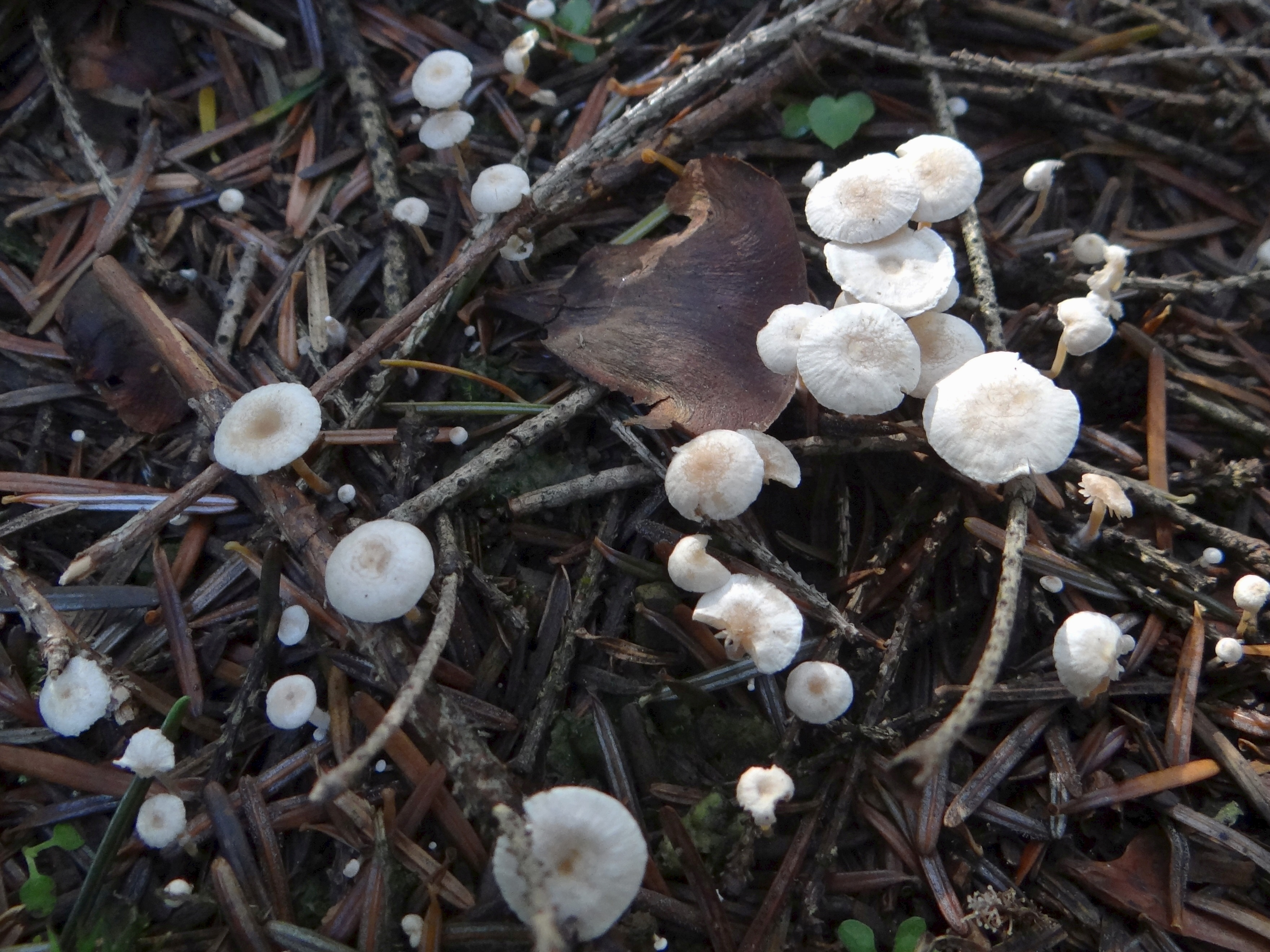

Twardziaczek kapuściany (Paragymnopus perforans (Hoffm.) J.S. Oliveira) – gatunek grzybów należący do rodziny Omphalotaceae.

## Systematyka i nazewnictwo
Pozycja w klasyfikacji według Index Fungorum: Gymnopus, Omphalotaceae, Agaricales, Agaricomycetidae, Agaricomycetes, Agaricomycotina, Basidiomycota, Fungi.
Po raz pierwszy takson ten zdiagnozował w 1789 r. George Franz Hoffmann nadając mu nazwę Agaricus perforans. Później przez różnych mykologów zaliczany był do różnych innych rodzajów. Obecną, uznaną przez Index Fungorum nazwę nadał mu J.S. Oliveira w 2019 r.
Synonimy nazwy naukowej:
- Agaricus perforans Hoffm. 1789
- Agaricus perforans Hoffm. 1789 subsp. perforans
- Androsaceus perforans (Hoffm.) Pat. 1887
- Chamaeceras perforans (Hoffm.) Kuntze 1898
- Gymnopus perforans (Hoffm.) Antonín & Noordel. 2008
- Heliomyces perforans (Hoffm.) Singer 1947
- Marasmiellus perforans (Hoffm.) Antonín, Halling & Noordel. 1997
- Marasmius perforans (Hoffm.) Fr. 1838
- Micromphale perforans (Hoffm.) Gray 1821[2].

Józef Jundziłł w 1830 r. opisywał ten gatunek pod nazwą bedłka przezroczysta, Barbara Gumińska i Władysław Wojewodaw 1983 r. jako pępownik przenikający, a w 2003 r. W. Wojewoda zaproponował nazwę twardziaczek kapuściany. Wszystkie te nazwy są niespójne z aktualną nazwą naukową.

## Morfologia
Kapelusz
O średnicy 5–15 mm. Kształt początkowo wypukły, potem płasko rozpostarty. Na wierzchołku wgłębiony lub uwypuklony. Powierzchnia gładka, sucha, o barwie białawej lub cielistej. Brzeg żłobkowany lub pomarszczony. Wykazuje cechę charakterystyczną dla twardzioszków: w czasie suchej pogody kapelusz wraz z trzonem wysychają i kurczą się tak, że są prawie niewidoczne. Po opadach deszczu ponownie nabiera jędrności i rośnie dalej.
Blaszki
Dość rzadkie, nieco zbiegające lub przyrośnięte do trzonu. Mają barwę jasnobrązową.
Trzon
O wysokości 1,5–4 cm i grubości do 1 mm, giętki. Powierzchnia o barwie od ciemnobrązowej do czarnej, pod kapeluszem jaśniejsza. Jest pokryty drobnymi włoskami, jednak widoczne to jest dopiero pod lupą.
Miąższ
Cienki. Ma niemiły smak i zapach gnijącej kapusty. Czasami jednak zapach ten jest niewyczuwalny, a smak niecharakterystyczny.
Cechy mikroskopowe
Wysyp zarodników biały. Zarodniki elipsoidalne, gładkie, nieamyloidalne, o rozmiarach 6–9,5 × 3,5–5 μm. Brak pleurocystyd i cheilocystyd, występują natomiast bazydiole – niepozorne i niewystające ponad hymenium. Strzępki w skórce o barwie od szklistej do brązowej i szerokości 3–6 μm, czasami mają inkrustowane, a czasami nieco żelowane ściany.

## Występowanie i siedlisko
Występuje w Europie oraz w Ameryce Północnej. W Polsce jest pospolity na terenie całego kraju.
Grzyb saprotroficzny. Rośnie w lasach iglastych lub mieszanych, często masowo. Czasami owocniki wyrastają bezpośrednio z igły świerka (po jednym owocniku na każdej igle). Występuje pod sosnami, jodłami i świerkami, czasami także na martwych pędach wrzosów i bażyny.

## Gatunki podobne
Bardzo podobny jest łysostopek szpilkowy (Gymnopus androsaceus), dodatkowo obydwa te gatunki rosną na igliwiu i często obok siebie. Łysostopek kapuściany odróżnia się nieprzyjemnym zapachem zgniłej kapusty, ponadto ma trzon grubszy i jaśniejszy w górnej części. Czasami jednak są to cechy niewystarczające do rozróżnienia tych gatunków. Należy wówczas sprawdzić cechy mikroskopowe. Dla łysostopka kapuścianego charakterystyczne są: kształt zarodników, brak pleurocystyd i cheilocystyd oraz inkrustacja ścian w skórce.